# 街の手品師
『街の手品師』（まちのてじなし）は、1925年（大正14年）に村田実が監督し、日活京都撮影所第二部が製作、日活が配給して公開された、日本の長篇劇映画、サイレント映画である。初めてヨーロッパで上映された日本映画のひとつである。

## 略歴・概要
1923年（大正12年）9月1日に起きた関東大震災以降、日活の現代劇を製作していた京都の日活大将軍撮影所第二部が、前年の1924年（大正13年）に衣笠貞之助の監督作2作の脚本を書いた森岩雄のオリジナル脚本を採用、村田実が監督して製作した作品である。1925年（大正14年）2月13日、当時の日活のフラッグシップ館であった、浅草公園六区の三友館で公開された。上映用プリントフィルムに音声トラックのないサイレント映画であるのにもかかわらず、「作曲」として「松平信博」がクレジットされているのは、前年4月、同館の専属作曲部長に松平信博が就任しており、作品向けのスコアを書き、演奏をしていたからである
「朝日新聞最優秀映画」は、朝日新聞が従来外国映画にのみ授与していた映画のタイトルであったが、「大正14年度最優秀映画」を本作が獲得し、同タイトル史上、初の日本映画の受賞となった。同年7月10日、村田は森とともに本作の上映用プリントを携えて洋行、パリ、ベルリンでの上映の機会を得た。ベルリンでは日本人会で試写会上映したがドイツでは買い手がつかなかった。当時本作を観た石巻良夫は「十四年を通じて、日本映画の大なる獲物」「従来の日本映画に比して新しい」「村田氏の力作であり、努力の結晶」と評価している。脚本に関しては、当時から、モルナール・フェレンツの戯曲『リリオム』との類似を指摘されている。
ポスター等にも徳永フランクが「助監督」を務めることが大書されており、俳優時代の渡辺邦男、姜弘植（「石井輝夫」名義）が出演していた。
2012年（平成24年）7月現在、東京国立近代美術館フィルムセンターは、本作の上映用プリント等を所蔵しておらず、現存の確認がされていないフィルムである。ベルリンの試写会のあと、1926年に朝日新聞特派員の岡上守道が売り込みのためオランダにフィルムを持ち込んだのを最後に所在が不明になったという。

## 作品データ
- 製作 : 日活京都撮影所第二部
- 上映時間 （巻数 / メートル） : 約100分 （7巻 / 2,121メートル）
- フォーマット : 白黒映画 - スタンダードサイズ（1.33:1） - 18fps - サイレント映画
- 公開日 :  日本 1925年2月13日、 フランス 1925年、 ドイツ国 1925年
- 配給 :  日活
- 初回興行 : 浅草・三友館[1][2]

## スタッフ
- 監督 : 村田実
- 助監督 : フランク徳永
- 原作・脚色 : 森岩雄
- 撮影 : 横田達之
- 照明 : 鈴木柳太郎
- 舞台装置 : 亀原嘉明
- 字幕 : 押山保明
- 作曲 : 松平信博

## キャスト
- 近藤伊与吉 - 手品師小泉譲次
- 岡田嘉子 - 女給お絹
- 東坊城恭長 - 紳士山中
- 砂田駒子 - 令嬢上月節子
- 佐藤円治 - 支那料理主人
- 斎藤達雄 - 酔払ひ
- 渡辺邦男 - 痣の男
- 石井輝夫（姜弘植） - 仲裁人
- 河原澄子 - 女給
- 小野弘 - 譲次の友人

## あらすじ
手品師の譲次（近藤伊与吉）は、支那料理屋（佐藤円治）の女給のお絹（岡田嘉子）に恋をしている。お絹は山中（東坊城恭長）に恋をしていたが、山中が令嬢の節子（砂田駒子）と結婚するという話を耳にした。譲次は死のうとするお絹を救い、山中を責めたて、殺してしまう。挙句の果てには自らも重傷を負って死ぬ。やがて、お絹は幼い子どもを抱えた女手品師になる。